# شهرياري (مقاطعة فراشبند)
شهرياري (بالإنجليزية: Sakhteman-e Shahriyari)‏ هي human-geographic territorial entity تقع في فارس في إيران.